# 第一代法夫公爵亚历山大·达夫
第一代法夫公爵亚历山大·威廉·乔治·达夫，KG，KT，GCVO，PC，VD（英語：Alexander William George Duff, 1st Duke of Fife，1849年11月10日—1912年1月29日），在1857年至1879年間稱為麥達夫子爵（Viscount Macduff），在1879年至1889年間稱為法夫伯爵。英國貴族，娶愛德華七世的長女路易絲為妻。
亞歷山大·達夫的父親是第五代法夫伯爵詹姆斯·達夫，母親是威廉四世的外孫女阿格尼絲·海伊。

## 家庭
1889年，亞歷山大·達夫與路易絲公主結婚，兩人共有兩個女兒：
1. 亞歷山德拉（1891年—1959年），第二代法夫女公爵
2. 莫德（英语：Maud Carnegie, Countess of Southesk）（1893年—1945年），紹瑟斯克伯爵夫人，第三代法夫公爵的母親